# والتر انتونیو خیمنز
والتر انتونیو خیمنز (اسپانیایی: Walter Antonio Jiménez‎؛ (۲۵ مه ۱۹۳۹ – ۱۹ ژانویه ۲۰۲۳)) بازیکن فوتبال اهل آرژانتین بود. از باشگاه‌هایی که در آن بازی کرده‌است می‌توان به باشگاه اتلتیکو ایندپندینته و باشگاه فوتبال کولو-کولو اشاره کرد.